# Podolí (ort i Tjeckien, Södra Böhmen)
Podolí är en ort i Tjeckien.   Den ligger i regionen Södra Böhmen, i den centrala delen av landet, 80 km söder om huvudstaden Prag. Podolí ligger 455 meter över havet och antalet invånare är 351.
Terrängen runt Podolí är huvudsakligen platt, men åt sydväst är den kuperad. Runt Podolí är det ganska glesbefolkat, med 31 invånare per kvadratkilometer. Närmaste större samhälle är Písek, 13,2 km väster om Podolí. Omgivningarna runt Podolí är en mosaik av jordbruksmark och naturlig växtlighet.